# Адоньєв Сергій Миколайович
Сергій Миколайович Адоньєв (нар. 28 січня 1961, Львів, Українська РСР, нині Україна) — російський бізнесмен та підприємець, що спеціалізується на нерухомості, видавничій справі, а також сфері комунікацій. Закінчив Ленінградський політехнічний інститут. Виконавчий менеджер та, спільно з Альбертом Авдоляном, власник акцій компанії «Yota», один із ключових гравців на ринку технології 4G в Росії. Лауреат премії «Меценат року» Міністерства культури Російської Федерації. 2017 року займав 124 місце у списку найбагатших людей Росії за оцінкою журналу Forbes.
Одружений, батько п'яти дітей.

## Професійна діяльність
1994 — разом з Володимиром Кехманом та Борисом Кацибіним створив компанію «Олбі-джаз». Партнери займалися поставками тропічних фруктів, цукру. За рік компанія стала одним із найбільших імпортерів фруктів.
1996 — партнери відкрили нову торгову компанію Joint Fruit Company (JFC).
2001 — продав свою частку у JFC.
2006 — створив фонд Telconet Capital Limited Partnership.
2007 — заснував компанію Yota, яка надає послуги мобільного інтернету 4G.
2009 — став одним із засновників Інституту медіа, архітектури та дизайну «Стрілка».
2010 — автор ідеї некомерційного міжнародного фестивалю цифрового мистецтва Yota Space.
2010 — створив благодійний фонд «Острова», що допомагає дітям, хворим на муковісцидоз.
2009—2011 — спродюсував картину «Дау» за мотивами біографії радянського фізика Лева Ландау.

## Проєкти й компанії

### ЗАТ «Група компаній Джей Эф Сі»
У 1994 році Адоньєв заснував ЗАТ «Група компаній Джей Эф Сі» (JFC, Joint Food Company, одна з найбільших російських агрокомпаній) спільно з бізнес-партнерами, а також мільярдерами Олегом Бойко та Володимиром Кехманом. З 1994 до 2000 Сергій Адоньєв був виконавчим менеджером, а також основним власником акцій компанії. У 2000 році він продав акції. Оборот компанії склав 200 млн доларів США.

### «Yota»
У 2008 р. оператор розгорнув першу в Росії мережу мобільного WiMAX у Москві та Санкт-Петербурзі.
Сергій Адоньєв є виконавчим менеджером російського інтернет-провайдера «Скартел» (торгова марка «Yota»), що спеціалізується на інтернет-технології Mobile WiMAX (4G). «Yota» — перший провайдер, який запустив 4G-інтернет у Росії. Компанії належить більшість ліцензій на використання технології Mobile WiMAX у Росії.
У 2008 оператор розгорнув першу у Росії мережу мобільного WiMAX у Москві та Санкт-Петербурзі. У листопаді 2009 компанія заявила, що вперше стала прибутковою (дохід 6 млн доларів та 250 тисяч клієнтів). На початку 2012 Yota першою запустила у експлуатацію мережі четвертого покоління LTE — зараз вони діють у Москві,Санкт-Петербурзі, Новосибірську, Сочі, Самарі, Краснодарі, Владивостоку, Уфі та Казані. До 2014 Yota планує запустити мережу четвертого покоління у 180 російських містах.
У червні 2012 р. було створено телекомунікаційний холдинг Garsdale, що об'єднував 100 % акцій «Скартела» (бренд Yota) та контрольний пакет «Мегафону». Мета холдингу — прискорити процес впровадження нових технологічних рішень у Росії, скоротити капітальні витрати на будівництво мережі LTE та, як наслідок, зменшити операційні витрати, що сприятиме зниженню вартості та зростанню якості послуг для клієнтів.

### Yota Space
Перший міжнародний санкт-петербурзький фестиваль, присвячений сучасному цифровому та інтерактивному мистецтву, Yota Space стартував 5 грудня 2010. Виставкова програма зібрала у Санкт-Петербурзі світових лідерів із виробництва аудіовізуального контенту, відомих сучасних художників, авторів останніх трендів різних напрямків new media art. Навесні 2012 відбувся другий захід під назвою «Future in Russia». Його відвідали представники таких корпорацій, як Samsung, Intel, Google, Yandex та інших, які є «двигунами» інноваційних процесів у Росії та світі. У рамках фестивалю були представлені роботи студій, які працюють з візуальним та мультимедійним мистецтвом, новими технологіями: Rosegaarde, Musion, а також російської арт-групи Visual Artists.

### Дау
Зйомки картини режисера Іллі Хржановського розпочались у 2007 у Харкові. Вона присвячена постаті легендарного радянського фізика, лауреата Нобелівської премії Лева Ландау. Режисер відмовився знімати фільм у інтер'єрах Українського фізико-технічного інституту, тому всередині покинутого спорткомплексу «Динамо» збудували ціле наукове містечко під назвою «Інститут». На знімальному майданчику можна було знаходитися лише у одязі 1940—1950-х років, користуватися лише предметами побуту того часу. У листопаді 2011 зйомки картини завершилися. Бюджет картини склав більше 10 млн $.

## Інвестиційна діяльність
Сергій Адоньєв інвестував у російські компанії, що мають високий потенціал. Він володіє блокуючою меншістю в ЗАТ «СПН Паблішінг», яке, зокрема, займається публікацією корпоративного журналу ВАТ «Аерофлот — російські авіалинії», російської версії журналу «Rolling Stone» та навчальної літератури. Адоньєв також інвестував у фонд «DWWI—Dighton World Wide Investmenstments Ag».

## Благодійна діяльність
Фонд «Острова» надає допомогу дітям, хворим на муковісцидоз: не лише оплачує лікування, але й підтримує групи батьків, особливо у регіонах, де майже немає інформації про те, як лікувати захворювання та як з ним жити. Один із засновників та ключових жертводавців фонду підтримки Електротеатру «Станіславський», генеральний партнер Михайлівського театру, член опікунської ради Політехнічного музею, у минулому — член опікунської ради інституту медіа та дизайну «Стрєлка».

## «Нова газета»
Фінансує російське видання «Новая газета».

## Санкції
Адоньєв Сергій здійснює комерційну діяльність у секторах економіки, що забезпечують високу доходну частину бюджету Російської Федерації, яка несе відповідальність за війну в Україні, тобто є ТРИВАЛИЙ ЧАС значним джерелом доходів для ведення війни. Сергій Адоньєв є підсанкційною особою.